# عبدالوهاب عترت
عبدالوهاب عترت سیاست‌مدار ایرانی بود، که در  دوره بیست و دوم بعنوان نماینده جیرفت در مجلس شورای ملی حضور داشت.